# Xã Winona, Quận Shannon, Missouri
Xã Winona (tiếng Anh: Winona Township) là một xã thuộc quận Shannon, tiểu bang Missouri, Hoa Kỳ. Năm 2010, dân số của xã này là 2.451 người.